# جهاز إنترنت

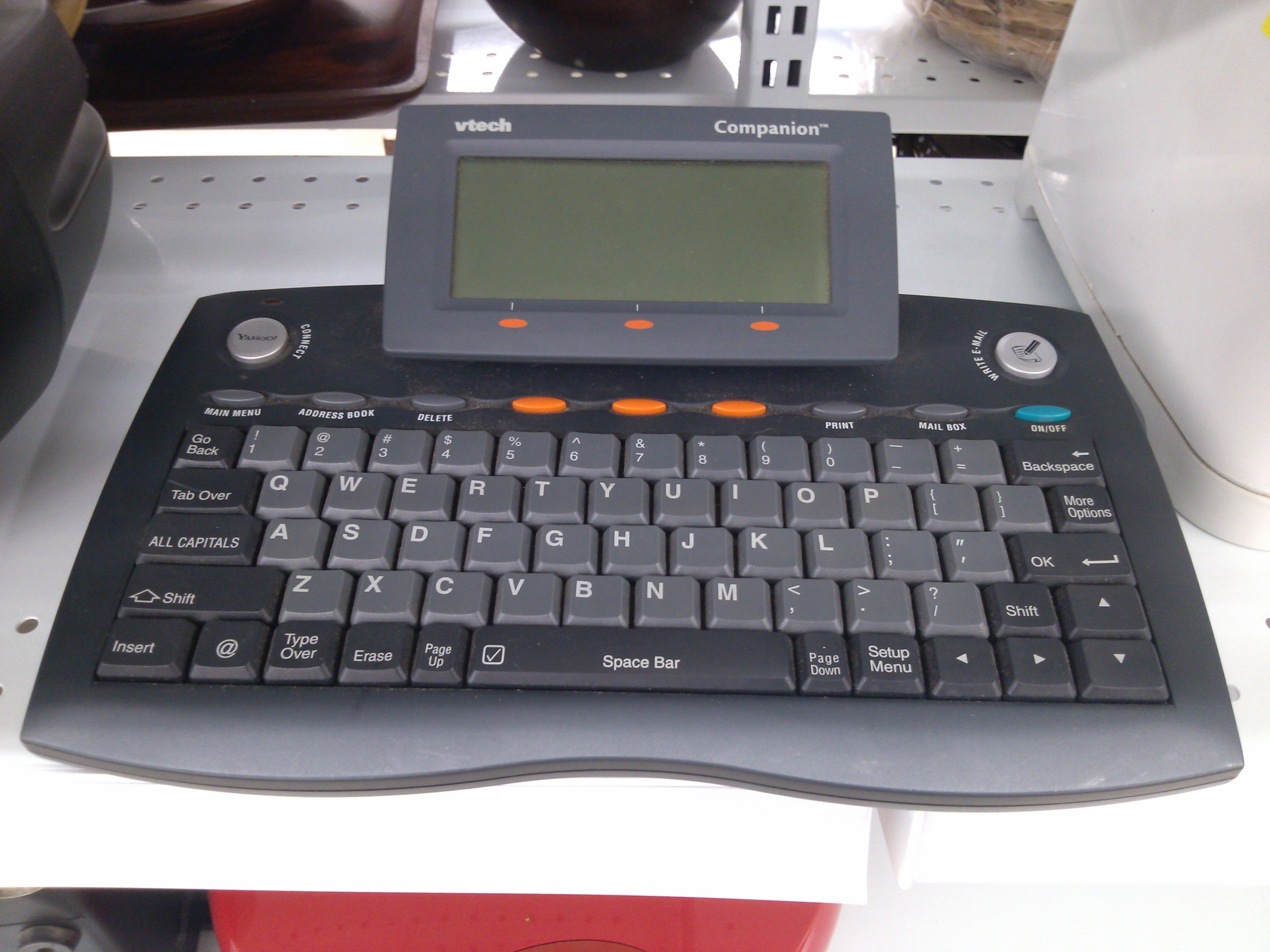

إن جهاز الإنترنت هو جهاز للمستهلكين تتمثل وظيفته الرئيسية في تسهيل الوصول إلى خدمات الإنترنت مثل الشبكة العنكبوتية العالمية أو البريد الإلكتروني. وانتشر هذا المصطلح في التسعينيات عندما تداخل إلى حدٍ ما في المعنى مع أجهزة المعلومات، أو حاسوب الإنترنت أو حاسوب الشبكة أو حتى الحاسوب التابع ولكن تدنت أسعاره الآن بسبب الاستخدام العام.
تختلف أجهزة الإنترنت عن أجهزة الحاسوب العامة. وتكمن الفكرة الأساسية من تصميم أجهزة الإنترنت في أنه يمكن تصنيعها بتكلفة أقل مع سهولة أكثر في الاستخدام من خلال تقليل الوظائف وخيارات التهيئة المتاحة. إن الهواتف الذكية وأجهزة الحاسوب اللوحية الحديثة تقوم بنفس الاستخدامات تقريبًا، ولكن بكفاءة أكبر، وأكثر نجاحًا في السوق، ولكنها بصفة عامة لا تصنف كأجهزة للإنترنت.

## معلومات تاريخية
كانت الأجهزة الأولى التي جرى تسويقها بنجاح تقدم معلومات متواصلة عن الطقس وحالة سوق الأوراق المالية عن طريق تغييرات في الألوان أو باستخدام أجهزة القياس التناظرية. وكان الترويج لأجهزة الإنترنت يجري بمعرفة مجموعة متنوعة من شركات التكنولوجيا خلال فترة التسعينيات من القرن العشرين، ولكن، عندما تدنت أسعار أجهزة الحاسوب متكاملة الميزات، لم تنجح هذه الأجهزة في الوفاء بتوقعات السوق على الإطلاق. ووصف جيم لودرباك مؤخرًا هذا المصطلح كواحد من «أكبر ثمانية إخفاقات في التكنولوجيا» على الإطلاق.
إن جهاز الإنترنت اللوحي هو نوع من أجهزة الإنترنت المحمولة. ومن الأمثلة على ذلك سوني إيربورد  وسلسلة نوكيا للإنترنت اللوحي (بما في ذلك نوكيا N900).
وفي أوائل القرن الواحد والعشرين، بدأ جيل جديد من الأجهزة المنزلية، مثل هواتف الإنترنت وراديو الإنترنت من بينجوين راديو وأجهزة آي بي تي في (IPTV)، في استخدام الاتصالات واسعة النطاق بطرق مستقلة عن أجهزة الحاسوب الشخصية.

## أشهر أجهزة الإنترنت

### الأجهزة المتداولة
- آيجو ميد
- تلفاز إم إس إن
- سوني مايلو
- جهاز تواصل الإنترنت الشخصي
- نوكيا N810
- نوكيا N900
- آى باد آبل
- ليتل ويب بوك
- كروم بوك

### الأجهزة المتوقفة
- ثري كوم أودري
- إم إس إن كومبانيون
- كومباك آي باك
- إي بود
- آي-أوبنر
- إنترنت الحاسوب الجديد
- نوكيا N800
- جهاز الإنترنت اللوحي نوكيا 770
- بيبر باد
- سوني إيربورد
- سوني إيفيلا
- فيرجن ويببلاير